# Aubrey Beauclerk, V duca di St. Albans
Aubrey Charles Fitz-Roy Stuart Beauclerk, V duca di St. Albans (3 giugno 1740 – Londra, 9 febbraio 1802), è stato un nobile inglese ma anche collezionista di antichità e opere d'arte.

## Biografia
Era il figlio dell'ammiraglio Vere Beauclerk, I barone Vere, e di sua moglie, Mary Chambers, figlia di Thomas Chambers.

## Carriera
È stato membro del Parlamento della Gran Bretagna dal 1761 al 1774. Dal 1761 al 1768 fu deputato per Thetford e dal 1768 al 1774 per Aldenburgh.

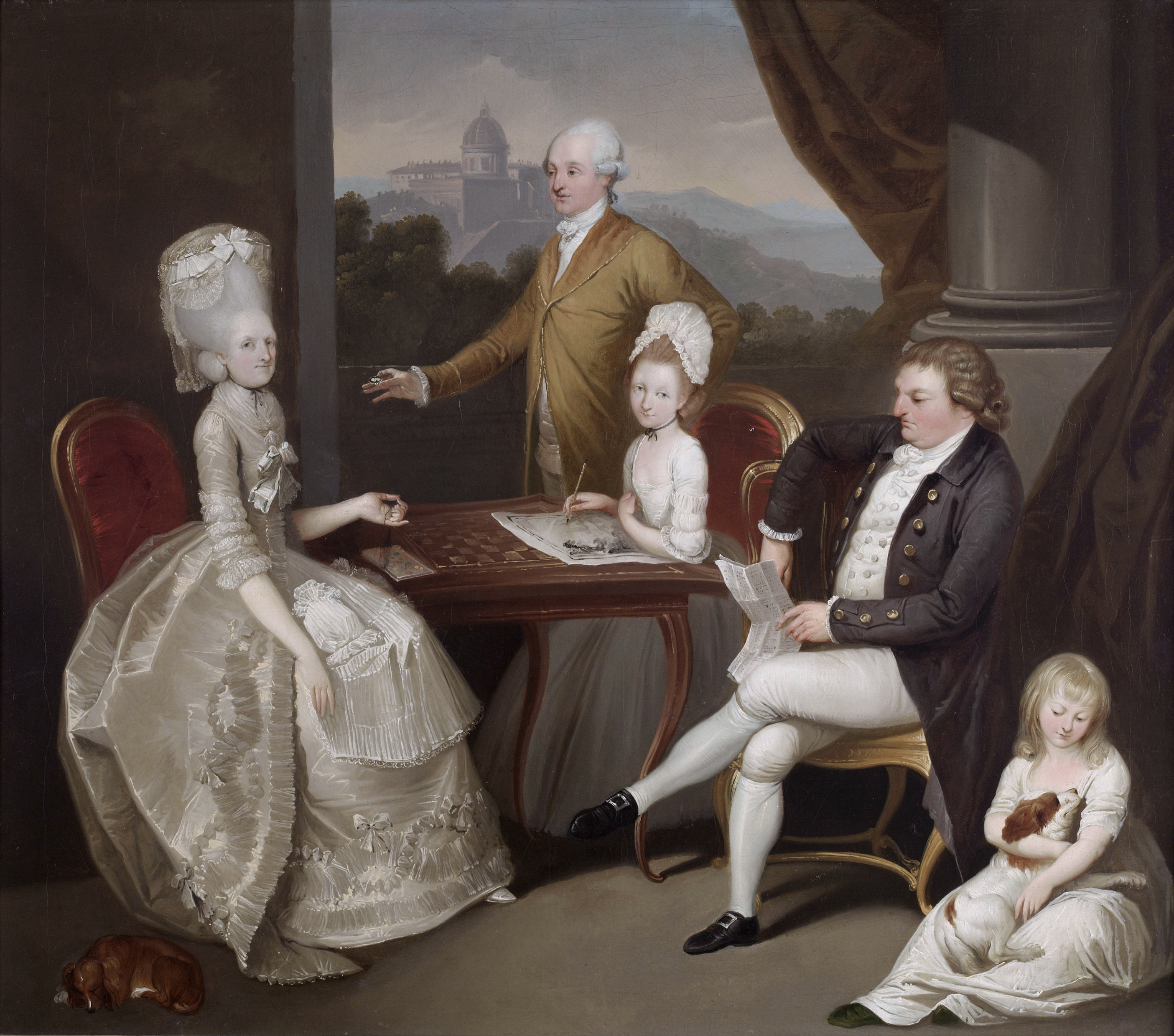
Ritratto del duca di St. Albans, con la sua famiglia, di Franciszek Smuglewicz.

Nel 1779 finanziò uno scavo con Thomas Jenkins a Centocelle, che portò alla luce numerose sculture antiche. Per celebrare il successo di questo scavo Beauclerk commissionò a Franciszek Smuglewicz di dipingere un ritratto di lui e della sua famiglia presso il sito. Alcune delle sculture sono state vendute a Giovanni Battista Visconti per il Museo Pio-Clementino in Vaticano a Roma, altri per il collezionista britannico, Henry Blundell, molti sono stati esposti presso Hanworth dal 1783. Mentre era in Italia, egli comprò anche diversi dipinti.
Alla morte di suo padre nel 1781, Beauclerk divenne barone Vere e nel 1787, alla morte del cugino George, divenne duca di St Albans. Nel 1781 ereditò Hanworth. Nel 1802, cinque anni dopo aver ereditato il Ducato, vendette Hanworth a James Ramsey Cuthbert.

## Matrimonio

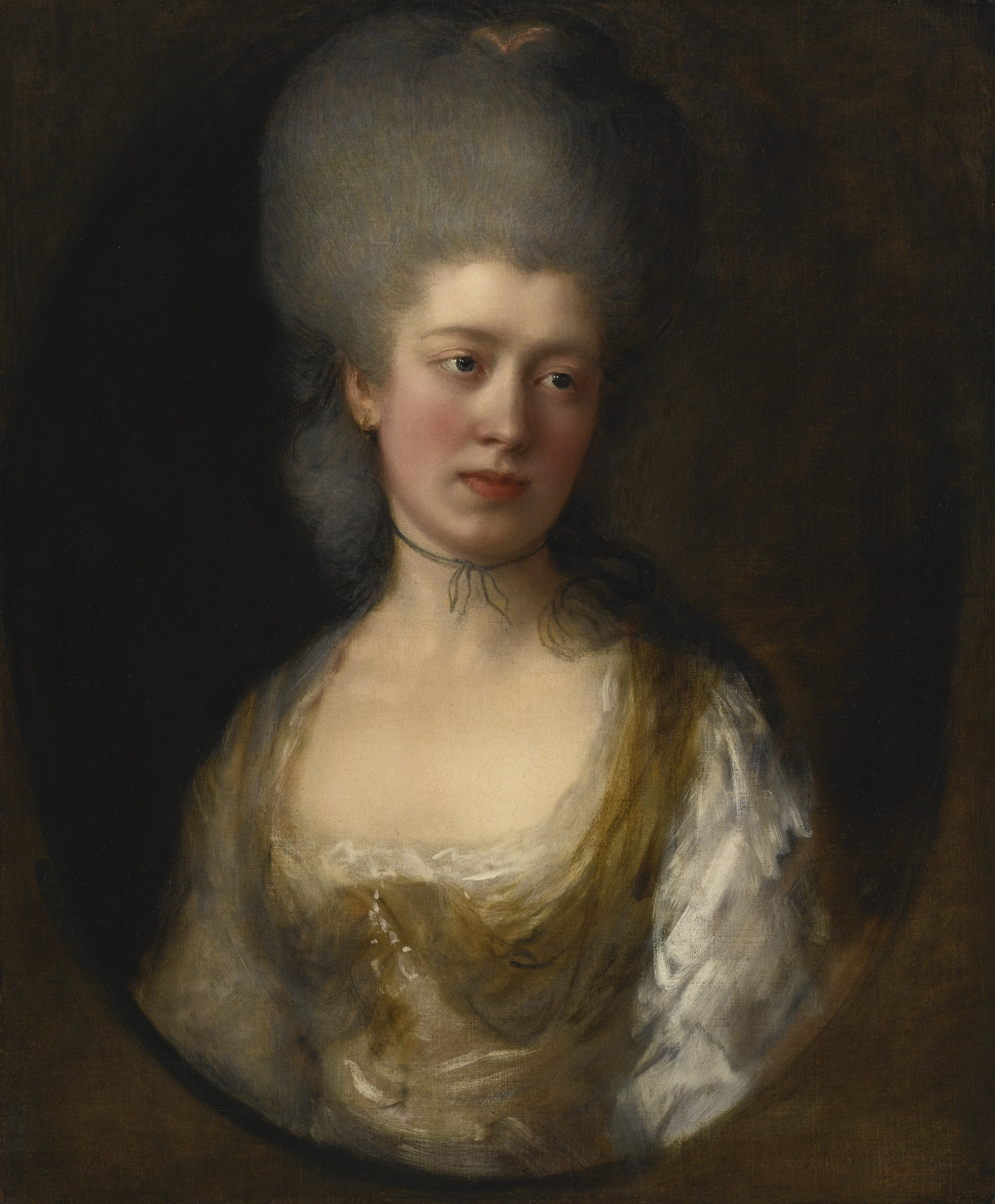
Ritratto di Lady Catherine Ponsonby, di Thomas Gainsborough.

Spoosò, il 4 maggio 1763, Lady Catherine Ponsonby (14 ottobre 1742-4 settembre 1789), figlia di William Ponsonby, II conte di Bessborough, dalla quale ebbe sette figli:
- Aubrey Beauclerk, VI duca di St. Albans (21 agosto 1765-12 agosto 1815);
- William Beauclerk, VIII duca di St. Albans (18 dicembre 1766-17 luglio 1825);
- Lady Catherine Beauclerk (1768-1803), sposò il reverendo James Burgess, non ebbero figli[2];
- Lord Amelius Beauclerk (23 maggio 1771-10 dicembre 1846)[2];
- Lord Frederick Beauclerk (8 maggio 1773-22 aprile 1850), sposò Charlotte Dillon, ebbero quattro figli[2];
- Lady Caroline Beauclerk (1775-23 novembre 1838), sposò Charles Dundas, ebbero quattro figli[2];
- Lady Georgiana Beauclerk (1776-17 ottobre 1791)[2].

## Morte
Morì il 9 febbraio 1802 a Londra e fu sepolto chiesa di San Giorgio a Hanworth.

## Ascendenza
|                                         |                 |                                        | Genitori                             |  |  | Nonni |  |  | Bisnonni                                            |  |  | Trisnonni                                          |  |
|                                         |                 |                                        |                                      |  |  |       |  |  | Charles II, re d'Inghilterra, di Scozia e d'Irlanda |  |  | Charles I, re d'Inghilterra, di Scozia e d'Irlanda |  |
|                                         |                 |                                        |                                      |  |  |       |  |  | Charles II, re d'Inghilterra, di Scozia e d'Irlanda |  |  | Charles I, re d'Inghilterra, di Scozia e d'Irlanda |  |
|                                         |                 | Henriette-Marie de France              |                                      |  |  |       |  |  | Charles II, re d'Inghilterra, di Scozia e d'Irlanda |  |  |                                                    |  |
| Charles Beauclerk, I duca di St. Albans |                 |                                        |                                      |  |  |       |  |  | Charles II, re d'Inghilterra, di Scozia e d'Irlanda |  |  |                                                    |  |
|                                         |                 | Eleanor Gwyn                           | Thomas Gwyn                          |  |  |       |  |  |                                                     |  |  |                                                    |  |
|                                         |                 | Eleanor Gwyn                           | Thomas Gwyn                          |  |  |       |  |  |                                                     |  |  |                                                    |  |
|                                         |                 | Eleanor Gwyn                           | Eleanor Smith                        |  |  |       |  |  |                                                     |  |  |                                                    |  |
| Vere Beauclerk, I barone Vere           |                 | Eleanor Gwyn                           |                                      |  |  |       |  |  |                                                     |  |  |                                                    |  |
|                                         |                 | Aubrey de Vere, XX conte di Oxford     | Robert de Vere, XIX conte di Oxford  |  |  |       |  |  |                                                     |  |  |                                                    |  |
|                                         |                 | Aubrey de Vere, XX conte di Oxford     | Robert de Vere, XIX conte di Oxford  |  |  |       |  |  |                                                     |  |  |                                                    |  |
|                                         |                 | Aubrey de Vere, XX conte di Oxford     | Beatrix van Hemmema                  |  |  |       |  |  |                                                     |  |  |                                                    |  |
| Diana de Vere                           |                 | Aubrey de Vere, XX conte di Oxford     |                                      |  |  |       |  |  |                                                     |  |  |                                                    |  |
|                                         |                 | Diana Kirke                            | George Kirke                         |  |  |       |  |  |                                                     |  |  |                                                    |  |
|                                         |                 | Diana Kirke                            | George Kirke                         |  |  |       |  |  |                                                     |  |  |                                                    |  |
|                                         |                 | Diana Kirke                            | Mary Townshend                       |  |  |       |  |  |                                                     |  |  |                                                    |  |
| Aubrey Beauclerk, V duca di St. Albans  |                 | Diana Kirke                            |                                      |  |  |       |  |  |                                                     |  |  |                                                    |  |
|                                         | Thomas Chambers | …                                      |                                      |  |  |       |  |  |                                                     |  |  |                                                    |  |
|                                         | Thomas Chambers | …                                      |                                      |  |  |       |  |  |                                                     |  |  |                                                    |  |
|                                         | Thomas Chambers | …                                      |                                      |  |  |       |  |  |                                                     |  |  |                                                    |  |
| Thomas Chambers                         | Thomas Chambers |                                        |                                      |  |  |       |  |  |                                                     |  |  |                                                    |  |
|                                         |                 | …                                      | …                                    |  |  |       |  |  |                                                     |  |  |                                                    |  |
|                                         |                 | …                                      | …                                    |  |  |       |  |  |                                                     |  |  |                                                    |  |
|                                         |                 | …                                      | …                                    |  |  |       |  |  |                                                     |  |  |                                                    |  |
| Mary Chambers                           |                 | …                                      |                                      |  |  |       |  |  |                                                     |  |  |                                                    |  |
|                                         |                 | Charles Berkeley, II conte di Berkeley | George Berkeley, I conte di Berkeley |  |  |       |  |  |                                                     |  |  |                                                    |  |
|                                         |                 | Charles Berkeley, II conte di Berkeley | George Berkeley, I conte di Berkeley |  |  |       |  |  |                                                     |  |  |                                                    |  |
|                                         |                 | Charles Berkeley, II conte di Berkeley | Elizabeth Massingberd                |  |  |       |  |  |                                                     |  |  |                                                    |  |
| Mary Berkeley                           |                 | Charles Berkeley, II conte di Berkeley |                                      |  |  |       |  |  |                                                     |  |  |                                                    |  |
|                                         |                 | Elizabeth Noel                         | Baptist Noel, III visconte Campden   |  |  |       |  |  |                                                     |  |  |                                                    |  |
|                                         |                 | Elizabeth Noel                         | Baptist Noel, III visconte Campden   |  |  |       |  |  |                                                     |  |  |                                                    |  |
|                                         |                 | Elizabeth Noel                         | Hester Wotton                        |  |  |       |  |  |                                                     |  |  |                                                    |  |
|                                         |                 | Elizabeth Noel                         |                                      |  |  |       |  |  |                                                     |  |  |                                                    |  |